# Alslev Å
Alslev Å är ett vattendrag i Danmark. Det ligger i Region Syddanmark, i den västra delen av landet. Alslev Å mynnar i Varde Å.